# Simon de Dammartin
Simon de Dammartin, mort en 1239, fut comte d'Aumale de 1206 à 1214, puis de 1234 à 1239, comte de Ponthieu, et de Montreuil de 1230 à 1239, sire de Lillebonne en 1234. Il était fils d'Albéric III de Dammartin, comte de Dammartin, et de Mahaut de Clermont.

## Biographie
À la fin du XIIe siècle, il suivit son père et son frère Renaud lorsque ceux-ci se rallièrent au roi d'Angleterre. Après la mort de Richard Cœur de Lion en 1199, puis celle de leur père en 1200, ils revinrent en France et firent leur soumission au roi Philippe II Auguste. Ce dernier donna à Renaud le comté d'Aumale en fief en 1204, puis en 1206 l'échangea contre le comté de Mortain et donna Aumale à Simon. Philippe fit également épouser à Simon Marie, héritière du comté de Ponthieu. Mais les deux frères prirent à nouveau leurs distances avec Philippe Auguste et se rallièrent à Jean sans Terre, roi d'Angleterre. Ils combattirent à Bouvines, Renaud fut fait prisonnier et Simon s'enfuit et s'exila. Philippe Auguste confisqua les domaines de Renaud et de Simon, et en donna une partie à son fils Philippe Hurepel, qui devait épouser la fille de Renaud, Mathilde de Dammartin. En 1221, quand Guillaume II Talvas, comte de Ponthieu et père de Marie, mourut, Philippe Auguste étendit la confiscation aux biens de Marie de Ponthieu, annexant le comté de Ponthieu.
En 1223, à la mort de Philippe Auguste, Simon tenta un débarquement pour reconquérir le comté de Ponthieu. Il prit Abbeville, mais le nouveau roi Louis VIII le Lion envoya une armée à qui les habitants d'Abbeville ouvrirent les portes. Simon fut obligé de rembarquer. Marie de Ponthieu finit par obtenir la restitution du Ponthieu, mais au prix de lourdes concessions : céder au roi Doullens et Saint-Riquier, renoncer au comté d'Alençon, ne pas rebâtir les forteresses détruites et ne pas marier les filles du couple sans l'accord du roi. Simon ne put obtenir la grâce royale qu'en consentant aux conditions acceptées par sa femme, ce qu'il fit en 1230.
Il meurt le 21 septembre 1239 et fut enterré à l'abbaye de Valloires.

## Mariage et descendance

### Marie de Ponthieu
Il épouse en septembre 1208 Marie de Ponthieu (av.1199-1250), comtesse de Ponthieu, fille de Guillaume II Talvas, comte de Ponthieu, et d'Adèle de France fille de Louis VII. De ce mariage naquirent :
- Jeanne de Dammartin (v. 1220 † 1279), comtesse de Ponthieu et d'Aumale, mariée à Ferdinand III, roi de Castille (1199-1252) ;
- Philippa (av. 1227- ap. 1278), mariée en premières noces à Raoul II d'Exoudun (v. 1207-1246), de la Maison de Lusignan, comte d'Eu ; puis à Raoul II (♰ 1250 à Mansourah), sire de Coucy ; puis à Otton II (♰ 1271), comte de Gueldre, avec Postérité ;
- Marie de Dammartin, mariée à Jean II de Pierrepont-Roucy (♰ 1251), d'où la suite des comtes de Roucy ;
- Agathe de Dammartin, dame de Lillebonne, mariée à Aymery II, vicomte de Châtellerault : succession dans la Maison d'Harcourt (cf. leur gendre Jean II).

## Sources
- Simon de Dammartin sur le site de la Foundation for Medieval Genealogy.